# 王汝魯
王汝魯（1523年—1584年），字希曾，號確齋，河南南陽府南陽縣人，軍籍，明朝政治人物。

## 生平
嘉靖三十四年（1555年）乙卯科河南鄉試第八名舉人。隆慶二年（1568年）中式戊辰科會試第二百五十八名，二甲第四十七名進士。除守嘉定州，擢瑞州府同知，以母丧归。服除，除真定府同知，擢知平陽府，升山西按察司副使，改调四川，以病乞歸，数月卒。

## 家族
曾祖王本，贈通議大夫吏部左侍郎；祖父王鴻儒，南京戶部尚書 贈資政大夫 諡文莊；父王可，池州通判。前母李氏（贈孺人）；魯氏（封孺人）。